# Gastone Simoni
Gastone Simoni (ur. 9 kwietnia 1937 w Castelfranco di Sopra, zm. 28 sierpnia 2022 w Fiesole) – włoski duchowny rzymskokatolicki, w latach 1992–2012 biskup Prato.
Święcenia kapłańskie przyjął 1 stycznia 1960. 7 grudnia 1991 został mianowany biskupem Prato. Sakrę biskupią otrzymał 6 stycznia 1992. 29 września 2012 przeszedł na emeryturę.